# Liste der Monuments historiques in Coutençon
Die Liste der Monuments historiques in Coutençon führt die Monuments historiques in der französischen Gemeinde Coutençon auf.

## Liste der Objekte
| Bezeichnung | Beschreibung          | Standort                                        | Kennzeichnung | Schutzstatus | Datum | Bild |
| ----------- | --------------------- | ----------------------------------------------- | ------------- | ------------ | ----- | ---- |
| Glocke      | Bronze, 1791 gegossen | in der Kirche Notre-Dame de l’Assomption (Lage) | PM77004075    | Inscrit      | 1982  |      |